# Cerro Macá
Cerro Macá ou Volcán Macá é um pico da Cordilheira dos Andes localizado no Chile, a 40 km de Puerto Aysén. A sua altitude é de 2960 m, a estrutura é de estratovulcão e data do Holoceno. O seu cone está coberto de gelo. Para sudoeste e numa faixa longitudinal, erguem-se 5 cones de escória. 
Não há registos de atividade, apesar de ser considerado vulcão ativo e poder gerar erupções explosivas.